# Rubiklien
Het mineraal rubiklien is een rubidium-kalium-aluminium-tectosilicaat met de chemische formule (Rb,K)AlSi3O8. Het behoort tot de veldspaten.

## Eigenschappen
Het doorzichtige kleurloze rubiklien heeft een witte streepkleur en een glasglans. Het kristalstelsel is triklien en de radioactiviteit van rubiklien is mild. De gamma ray waarde volgens het American Petroleum Institute is 8449,30.

## Naamgeving
De naam van het mineraal rubiklien is afgeleid van de samenstelling; rubidium en de gelijkenis met microklien.

## Voorkomen
Rubiklien is een zeer zeldzame veldspaat die gevonden is in een ader in een zeldzame elementen bevattende granitische pegmatiet, waar rubidium zich aan microklien gebonden had. De typelocatie is in San Piero op het Italiaanse eiland Elba.